# Château d'Ōtawara
Le château d'Ōtawara (大田原城, Ōtawara -jō) est un château japonais situé à Ōtawara au sud de la préfecture de Tochigi. Durant toute l'époque d'Edo, le château d'Ōtawara sert de résidence à une branche du clan Ōtawara, daimyos du domaine d'Ōtawara. Il porte également le nom de « château du dragon » (龍城, Ryū-jō)

## Histoire
Le clan Ōtawara est une branche du clan Nasu et l'un des sept groupes de samouraïs Gōzoku de la région de Nasu du nord de la province de Shimotsuke. En 1590, Ōtawara Harukiyo s'oppose à son seigneur de Nasu et prête serment d’allégeance à Toyotomi Hideyoshi à la bataille d'Odawara contre le clan Go-Hōjō, ce pour quoi il reçoit des terres pour 7 000 koku de revenus. Il engage plus tard ses forces du côté de Tokugawa Ieyasu et mène une action d'arrière-garde contre le clan Uesugi tandis qu'Ieyasu est occupé à la bataille de Sekigahara et obtient 5 000 autres koku, ce qui le qualifie au rang de daimyō (il faut plus de 10 000 koku pour prétendre à ce rang).
Le château d'Ōtawara est construit en 1545 par Ōtawara Harukiyo, grand-père d'Ōtawara Sukekiyo, sur une colline de 25 m de hauteur surplombant la Sabi-gawa. La porte principale du château est face à l'ouest et l'Ōshū Kaidō, principal route reliant Edo (actuelle Tokyo) aux provinces du nord du Japon. Le château se compose d'un kuruwa au nord, suivi de la basse cour principale, d'une deuxième et troisième basse cour.
Durant la guerre de Boshin, Ōtawara se range du côté des forces impériales. Le château est attaqué par les forces pro-shogunales du domaine d'Aizu en mai 1868 et les bâtiments de la troisième basse cour sont détruits.
À la suite de la création du gouvernement de Meiji, les bâtiments encore debout du château sont détruits en 1871. De nos jours, le site du château est un parc public.